# У сенци маслине
У сенци маслине (енгл. The Olive Tree) је  роман Лусинде Рајли (енгл. Lucinda Riley) из 2016. године. Припада жанру љубавних романа.

## О делу
Радња романа се дешава на Кипру, у оронулој кући под називом Пандора. Кућа је отпозади игледала солидно, једноставно, строго. Саграђена је од светлог локалног камена и четвртаста. Налазила се на кречњачком неплодном земљишту. Али је цела била обрасла нежном и бујном виновом лозом. Кућа је имала терасу на прочељу и то јој је давало посебну атмосферу да не изгледа као обична већ спектакуларна грађевина.
Хелени је кум оставио Пандору у наследство и она је после двадесет четири године када је провела незабораван распуст на Кипру, поново дошла да проведе лето с својом породицом.
Роман је узбудљива породична и љубавна драма. Приказани су сложени односи у једној савременој породици.

### Главни ликови
- Алекс
- Хелен, Алексова мајка
- Вилијам, Хеленин супруг

## О писцу
Лусинда Рајли је позната по љубавним романима. Ауторка је бестселера Седам сестара. Књиге су јој преведене на преко 30 језика и продане у 15 милиона примерака широм света.